# Усумасинта

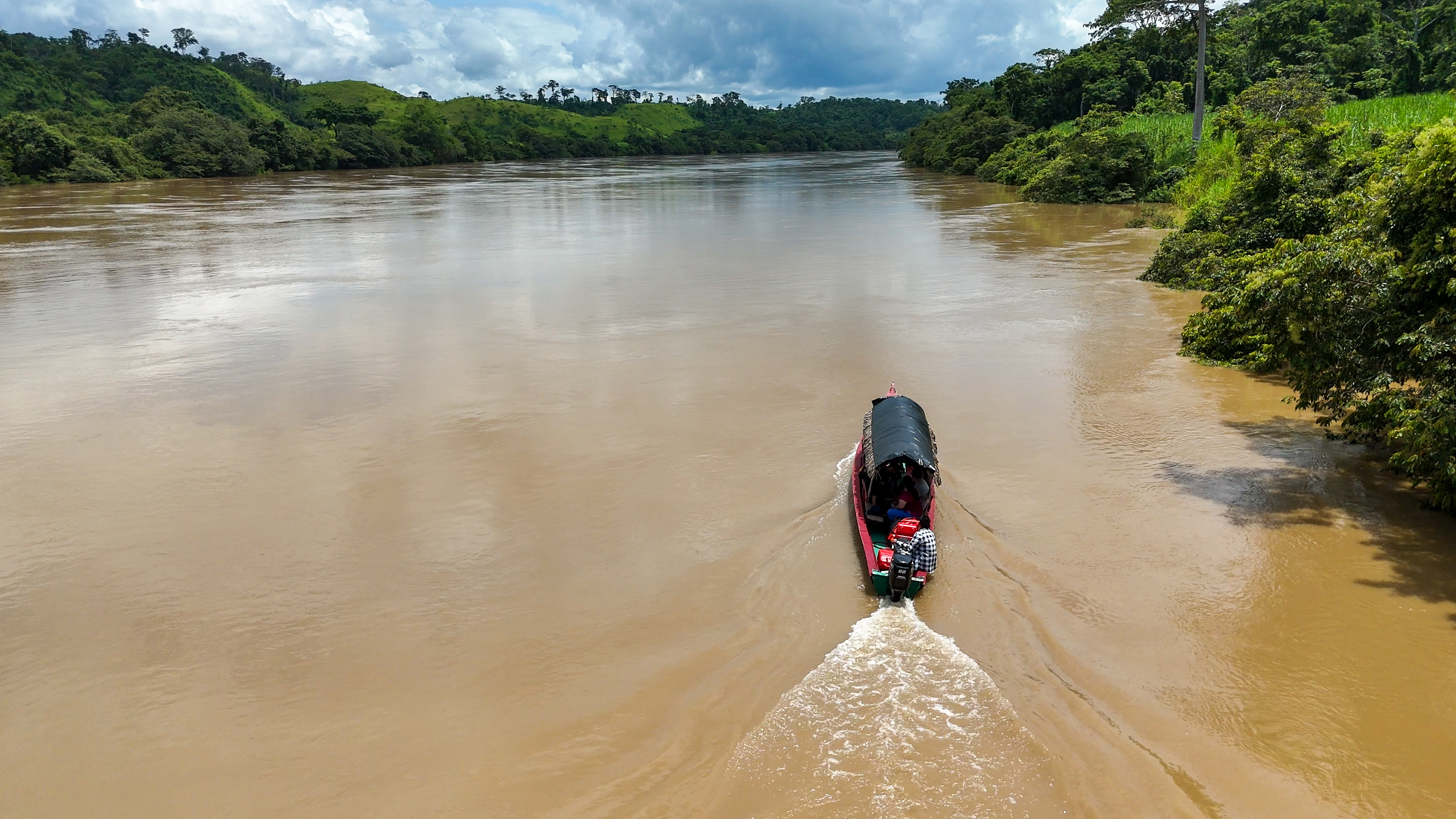
Моторная лодка плывет по реке Усумасинта на границе между Мексикой и Гватемалой.

Усумаси́нта (устар. Усумацинта; исп. Usumacinta) — река в Центральной Америке. Протекает по северо-западу Гватемалы и юго-восточной части Мексики. Правый приток нижнего течения Грихальвы. Длина — 560 км. Площадь бассейна — 106000 км². Наиболее полноводная река Центральной Америки.
Образуется в результате слияния гватемальских рек Ла-Пасьон и Салинас.
На территории Гватемалы лежит участок реки длиной 198,25 км. Водосборный бассейн здесь — 2638 км². Среднегодовой сток при входе на территорию Мексики — 1500 м³/с.
Усумасинта образует границу между Гватемалой и мексиканским штатом Чьяпас. Ниже по течению Усумасинта пересекает штат Табаско и впадает в реку Грихальва. Также из Усумасинты вытекают два правых рукава, — Эль-Вапор и Сан-Педро-и-Сан-Пабло, впадающих в Мексиканский залив.
На берегу Усумасинты расположены руины древних городов культуры майя — Йашчилана и Пьедрас-Неграс.

## Название
Название Усумасинты, фонетически написываемое как «Усумасинтла», по мнению Теоберта Малера является составным названием места, образованным из корней слов науатльского языка. Его можно перевести как «место множества священных (или маленьких) обезьян», либо как «Река священной обезьяны». Конкистадоры называли верхнюю часть Усумасинты Сакапулас (исп. Sacapulas).

## Судоходство
По своим характеристикам Усумасинта похожа на египетский Нил и немецкий Рейн: все три реки в своё время были важными торговыми маршрутами и у всех трех на берегах находятся ценные руины.
Водораздел Усумасинты делится на два судоходных речных бассейна: закрытую водную систему выше Бока-дель-Энкахонадо, а также основную часть составной дельты Усумасинты-Грихальвы, располагающуюся ниже Бока-дель-Серро. Между этими двумя бассейнами располагается восемь речных каньонов с быстрым течением, из которых большая часть судоходна. Благодаря большой петле течения рядом с Табаско, хорошей переправе в последних каньонах и сильному течению, Усумасинта является почти идеальным маршрутом от Мексиканского залива до Рио Пасион. Как минимум три притока Усумасинты параллельно шли около низин Табаско, каждый имея свои недостатки и удобные стороны.
Сильное и постоянное течение от Бока-дель-Энкахонадо до Бока-дель-Серро делало Усумасинту хорошим способом перевоза сыпучих продуктов (соли, кукурузы и т. д.) от начала реки к Йашчилану или Пьедрас-Неграсу. Обратный перевоз товаров к началу реки был бы уже более сложным, но по-прежнему легче, чем перевоз их по суше.
Наиболее удачным маршрутом по Усумасинте является путешествие по кругу водно-земными путями: торговцы могли начинать свой путь от Тулихи/Хатате или Сан-Педро, оттуда плыть с запада на восток, через города в верхнем бассейне Усумасинты, после чего вернуться обратно в реку, по дороге останавливаясь у Йашчилана, Пьедрас-Неграса и Помоны. Торговцы могли сделать петлю по области, но каноэ все-таки должны были вернуться вверх по реке.

### Преимущество перед другими реками
По проходящей параллельно Усумасинте реке Сан-Педро-Мартир проще подниматься вверх по течению, но возвращение обратно в бассейн Усумасинты было бы длительным. Альтернативный маршрут вверх по течению Тулихи, затем по суше мимо Тонины к Хатате, откуда вниз по течению к Усумасинте, быстрее, чем маршрут по Усумасинте, но этот путь в своей конечной части требует опыта успешного спуска по стремительным потокам.

## Региональная скульптура
В долине Усумасинты в архитектуре появился особый батальный элемент: часто появляются изображения войны, исполненные в динамичной и реалистичной манере. Есть две разных версии о причинах его появления: как расположенный на западной границе майяской цивилизации, этот регион чаще других подвергался атакам враждебных племен, либо внутри самого региона междоусобицы и конфликты вели к войнам. Обе версии одинаково возможны.
На этих изображениях у действующих лиц богатая одежда, хотя силуэт тел виден. Они разговаривают друг с другом и отдают приказания, сражаются, берут в плен врагов, после чего казнят или судят их, председательствуют на собраниях, берут некие предметы из рук своих жен, совершают ритуальные кровопускания и т. д., в общем, изображаются пусть высокопоставленными, но живыми людьми.
Изображения всегда выполнены как барельефы. Рисунки сделаны энергично и уверенно, пропорции персонажей хорошо прорисованы и естественны, групповые композиции всегда удачны. Движение персонажей, как правило, реалистично изображено, хотя иногда лишь намечено.